# Raionul Stara Sîneava, Hmelnîțkîi
Stara Sîneava (în ucraineană Старосинявський район, transliterat: Starosîneavskîi raion) este un raion în regiunea Hmelnîțkîi, Ucraina. Reședința sa este așezarea de tip urban Stara Sîneava.

## Demografie
Componența lingvistică a raionului Stara Sîneava
     Ucraineană (98,66%)
     Alte limbi (1,3%)
Conform recensământului din 2001, majoritatea populației raionului Stara Sîneava era vorbitoare de ucraineană (98,66%), existând în minoritate și vorbitori de alte limbi.